# خفاش زرد کهتر
خفاش زرد کهتر (نام علمی: Scotophilus borbonicus) نام یک گونه از سرده خفاش‌های زرد است.